# Parafia św. Wawrzyńca w Słupcy
Parafia Świętego Wawrzyńca w Słupcy jest jedną z 9 parafii leżącą w granicach dekanatu słupeckiego. Erygowana w 1190. Kościół parafialny gotycki z połowy XV wieku, kilkakrotnie przebudowywany, regotyzowany 1949–1958, oszkarpowany przyporami dwuuskokowymi o narożnikach profilowanych.

## Historia
Parafia powstała w 1190 roku i do 1818 roku należała do archidiecezji gnieźnieńskiej. Po erygowaniu parafii zbudowano drewniany kościół, który został spalony w 1331 roku. Na jego miejsce zbudowano nowy kościół, ale jeszcze przed 1400 rokiem zaczęto budować murowany. Fundatorem był biskup poznański Andrzej z Bnina.

## Proboszczowie i administratorzy
- Rafał Modlibowski
- Kacper Kobyliński (1902–1913)
- Franciszek Szczygłowski (1920–1941)
- Czesław Wojciechowski
- Antoni Maciszek
- Wojciech Kochański
- Henryk Ambroziak
- Józef Warga
- Tomasz Ryś (od 2014)

### Dokumenty
Księgi metrykalne: 
- ochrzczonych od 1945 roku
- małżeństw od 1945 roku
- zmarłych od 1945 roku